# Barjanska cesta, Ljubljana
Barjanska cesta je ena izmed cest v Ljubljani; ime je dobila po dejstvu, da je glavna mestna vpadnica, ki vodi na Ljubljansko barje.

## Zgodovina
Pred letom 1991 je bil del ceste poimenovan kot Kardeljeva cesta. Ko je bil leta 2007 odprt manjkajoči odsek Barjanske ceste med Ziherlovo in Gradaško ulico preko Gradaščice, je cesta dobila dokončno podobo. Predtem je bil obvoz urejen po Riharjevi in Finžgarjevi ulici. 

## Urbanizem
Cesta poteka od križišča z Aškerčevo, s Slovensko in Zoisovo cesto in do priključka na avtocesto A1 oz. mimo Rakove jelše, Murgel, Kolezije in skozi Trnovo.
Na cesto se (od severa proti jugu) povezujejo: Mirje, Finžgarjeva, Gradaška, Kolizejska (2x), Riharjeva (2x), Ziherlova, Staretova, v Mestni log, V Murglah, dveh cesarjev in Pot na Rakovo jelšo.
Ob cesti stojijo naslednje stavbe:
- Šolski center Ljubljana (naslov Aškerčeva cesta 1),
- Veleposlaništvo Republike Francije v Sloveniji,
- Vila Vrhunec ...

## Javni potniški promet
Po Barjanski cesti poteka trasa mestne avtobusne linije št. 9.    
Na vsej cesti so tri postajališča mestnega potniškega prometa.   

### Postajališča MPP
| postajališče     | št. linije |
| ---------------- | ---------- |
| 602072 Mirje     | 9          |
| 602092 Ziherlova | 9          |

| postajališče     | št. linije |
| ---------------- | ---------- |
| 603061 Murgle    | 9          |
| 602093 Ziherlova | 9          |
| 602071 Mirje     | 9          |